# بسام الراوی
بسام هشام الراوی (تولد ۱۶ دسامبر ۱۹۹۷) یک بازیکن فوتبال اهل قطر است.

## باشگاهی
او سابقه بازی در باشگاه ورزشی الدحیل را دارد.

## تیم ملی
وی همچنین در تیم ملی فوتبال قطر بازی کرده است.

## گلهای ملی
| تعداد | تاریخ          | میزبان                                         | تیم   | گل زده | نتیجه نهایی | رقابت                |
| ----- | -------------- | ---------------------------------------------- | ----- | ------ | ----------- | -------------------- |
| ۱     | ۹ ژانویه ۲۰۱۹  | ورزشگاه هزاع بن زاید, العین, امارات متحده عربی | لبنان | ۰-۱    | ۰-۲         | جام ملتهای آسیا ۲۰۱۹ |
| ۲     | ۲۲ ژانویه ۲۰۱۹ | ورزشگاه آل نهیان, ابوطبی, امارات متحده عربی    | عراق  | ۰-۱    | ۰-۱         | جام ملتهای آسیا ۲۰۱۹ |